# Cavlingprisen
Cavlingprisen er den mest prestigefyldte danske journalistpris. Den uddeles hvert år i januar til "en journalist eller en gruppe af journalister i samarbejde, der i særlig grad har udvist initiativ og talent i det forløbne år." (uddrag af § 5 i fundatsen for Henrik Cavlings Fond).
Prisen består af 25.000 kr. og en statuette udført af Jørgen Rode. Statuetten forestiller Henrik Cavling. Prisen uddeles af en komité, som er udpeget af Dansk Journalistforbunds hovedbestyrelse.

## Historie
Fonden bag prisen blev indstiftet 18. december 1944 til minde om Dansk Journalistforbunds stifter, Henrik Cavling. 
Prisen blev uddelt første gang i 1945 til journalist Henrik V. Ringsted. Siden da er prisen blevet uddelt hvert år - med undtagelse af 1955 og 1958.
Kun ganske få personer har modtaget Cavlingprisen mere end én gang, Michael Klint og Morten Pihl hele tre gange. Det eksklusive felt tæller: 
- Anders-Peter Mathiasen (1989 og 2004)
- Erik Eisenberg (1990 og 1999)
- Erik Valeur (som en del af Månedsbladet Press i 1987 og 1995)
- Lars Nørgaard Pedersen (2010 og 2016)
- Michael Klint (1996, 2005, 2013)
- Michael Lund (2016 og 2018)
- Morten Pihl (2002, 2014 og 2019)
- Poul Dalgaard (1949 og 1965)

Det er kun sket tre gange at det samme medie har vundet prisen to år i træk:
- Hanne Reintoft, DR (1983) og Steen Bådsgård, DR og Jørgen Pedersen, DR (1984)
- Charlotte Aagaard, Jørgen Steen Nielsen, Dagbladet Information og Bo Elkjær, Ekstra Bladet (2003) og Miki Mistrati, Thomas Stokholm, Jeppe Facius og Anders-Peter Mathiasen, Ekstra Bladet og Bastard Film (2004)
- Frederik Hugo Ledegaard Thim, DR (2022) og Astrid Fischer, Laura Marie Sørensen og Jonas Deiborg, DR (2023)

## Komiteens medlemmer
Komiteen er nedsat af Dansk Journalistforbunds hovedbestyrelse og består af:
- Formand Didde Elnif, Syddansk Universitet
- Bo Søndergaard, Politiken
- Camilla Stampe, TV 2
- Jesper Tynell, DR
- Anna Storm Lauest, TV2 Østjylland
- Jakob Risbro, TV 2 Fyn

## Modtagere af Cavlingprisen

### 1940'erne
| År   | Navn                                | Medie             | Begrundelse |
| ---- | ----------------------------------- | ----------------- | --- |
| 1945 | Henrik V. Ringsted                  | Politiken         | Dækker fuldt ud de forudsætninger, der stilles som betingelse i fundatsen: Yngre journalist, der i særlig grad har udvist initiativ og talent i det forløbne år.             |
| 1946 | Ole Vinding                         | -                 | Som anerkendelse for sit journalistiske arbejde og i særdeleshed hans reportager fra Grønland, der gav stødet til den offentlige debat om de aktuelle grønlandske problemer. |
| 1947 | Gunnar Næsselund                    | -                 | Som anerkendelse af fremragende journalistisk arbejde med det formål at informere den danske offentlighed om relationerne mellem Danmark og England.                         |
| 1948 | Nele Topsøe (Nele Poul Sørensen)    | -                 | Som anerkendelse af hendes talentfulde journalistiske arbejde og selvstændige initiativ i det forløbne år.                                                                   |
| 1949 | Anders B. Nørgaard og Poul Dalgaard | Social-Demokraten | Som anerkendelse af deres initiativ ved optrævlingen af Edderkoppe-sagen. |

### 1950'erne
| År   | Navn                          | Medie             | Begrundelse |
| ---- | ----------------------------- | ----------------- | --- |
| 1950 | Mogens Bostrup                | Nationaltidende   | Som anerkendelse for hans artikelserie til fordel for to uskyldige mistænkte officerer i Nymindegab-sagen. |
| 1951 | Niels Blædel                  | -                 | Som anerkendelse af hans journalistiske initiativ og talentfulde gennemførelse af kampen for en forbedring af vilkårene for dansk videnskab.                                                                                       |
| 1952 | Aage Hastrup                  | -                 | Som anerkendelse af hans talentfulde journalistiske arbejde og selvstændige initiativ i den økonomiske reportage. |
| 1953 | Per Arboe Rasmussen           | -                 | Som den journalist, der ved at bringe sagen om de fire benådninger (fra besættelsen) frem, gav anledning til den store diskussion om hele løsladelsesproblemet, der derefter fandt sin endelige afgørelse i Folketinget.           |
| 1954 | Robert Kjældgård              | Social-Demokraten | Der i det svundne år har vist initiativ ved at interessere den opvoksende ungdom for pressens arbejde og inspireret den til aktiv journalistisk indsats - samt i forbindelse hermed hans idé til den dansk-svenske skolelandskamp. |
| 1955 | Ingen uddeling                | Ingen uddeling    | Ingen uddeling |
| 1956 | Røde Kors Ungarn-indsamlingen | -                 | I erkendelse og anerkendelse af den betydelige journalistiske indsats, som ydedes i 1956 af dagspressens udsendte korrespondenter til begivenhederne i Ungarn.                                                                     |
| 1957 | Ole Hansen                    | -                 | For den første samlede artikelserie om de europæiske fællesmarkeds- og frihandelsproblemer, baseret på en selvstændig reportage fra de berørte lande.                                                                              |
| 1958 | Ingen uddeling                | Ingen uddeling    | Ingen uddeling |
| 1959 | Dan Larsen                    | -                 | For hans økonomisk-politiske reportage, særlig med henblik på hans korrespondance fra De Syvs møde i Stockholm juni 1959. |

### 1960'erne
| År   | Navn                               | Medie             | Begrundelse |
| ---- | ---------------------------------- | ----------------- | --- |
| 1960 | Viggo Duvå                         | Social-Demokraten | For hans sociale reportager, deriblandt hans selvstændige initiativ i en artikelserie om Kolonien Filadelfias epileptikerafdeling, der medførte tidssvarende nyordninger.  |
| 1961 | Willy Reunert                      | Danmarks Radio    | For hans banebrydende indsats i radioreportage og specielt for hans to udsendelser fra Algier i begyndelsen af 1961 og udsendelsen fra Polen senere samme år.              |
| 1962 | Jørgen Hartmann-Petersen (Habakuk) | Politiken         | For hans indsats i dansk journalistik igennem skabelsen af en helt ny satirisk form, som i året 1962 nåede det fuldkomne.                                                  |
| 1963 | Poul Trier Pedersen                | Danmarks Radio    | For ved fin journalistik at fremdrage og sætte i gang debat om kontroversielle, ikke tidligere behandlede emner i radio og det nye massemedium TV.                         |
| 1964 | Knud Poulsen                       | -                 | For hans talentfulde og fornemme videreførelse af interview-genren. |
| 1965 | Poul Dalgaard                      | Ekstra Bladet     | For hans kampagne om boligforholdene. |
| 1966 | Herbert Pundik                     | Politiken         | For artikel-serierne fra Afrika og Asien med uafhængig oplysning om u-landsproblemer.                                                                                      |
| 1967 | Hans V. Bischoff                   | -                 | For påvisningen af fejl og mangler ved indsamlingen af materiale til beregning af pristallet og som anerkendelse af hans journalistiske behandling af det økonomiske stof. |
| 1968 | Erik Nørgaard                      | Politiken         | For hans dybtgående reportager om retsmaskineriet og hans humanistiske indstilling til de personer, som indfanges af dette maskineri.                                      |
| 1969 | Thyra Christensen                  | -                 | For kampagnen i sagen om erstatning til personer, der er blevet invalide efter offentlige vaccinationer.                                                                   |

### 1970'erne
| År   | Navn                                      | Medie                        | Begrundelse |
| ---- | ----------------------------------------- | ---------------------------- | --- |
| 1970 | Leif Blædel                               | -                            | For hans journalistiske holdning i samfundskritisk nyhedsbehandling og kommentarer og for hans kildekritiske arbejdsmetode, ikke mindst kommet til udtryk i hans virksomhed som radio- og TV-kritiker. |
| 1971 | Torgny Møller                             | Dagbladet Information        | For stædig og saglig journalistik omkring ulykken på Lindø-værftet i marts 1971 og ved effektivt at henlede samfundets opmærksomhed på arbejderbeskyttelsens utilstrækkelighed. |
| 1972 | Leif Kjeldsen                             | Politiken                    | For sit journalistiske arbejde i forbindelse med skandalerne i Københavns Amt. |
| 1973 | De redaktionelle medarbejdere             | Vejle Avis                   | Der i 3 måneder forgæves har søgt at skabe grundlaget for en ny avis med den hensigt at bryde det lokale avismonopol. Initiativet har vist, at der under andre former og på bedre betingelser er mulighed for at forny den dagbladsstruktur som har sit udgangspunkt i den politiske udvikling i sidste halvdel af 1800-tallet. |
| 1974 | Anne Wolden-Ræthinge (Ninka)              | Politiken                    | Som interviewer og desuden for i fornem deskriptiv form at give læserne nyt indblik i den hverdag, vi lever i. |
| 1975 | Nele Rue                                  | Danmarks Radio               | Som meget aktiv medlem af den gruppe, der producerede ungdomsudsendelserne i radioens P3 og TVs ungdomsredaktion. |
| 1976 | Harry Rasmussen                           | Næstved Tidende              | For gennem en række veldokumenterede artikler at have kritiseret forholdene på Amtshospitalet i Vordingborg, det tidligere statshospital. |
| 1977 | Jakob Andersen og Søren Jakobsen          | Ekstra Bladet                | For deres artikler om Forsvarets Efterretningstjeneste, hvor dybdeborende journalistik førte til nedsættelse af en kommissionsdomstol, der bekræftede oplysningerne. |
| 1978 | Svend Bedsted og Jens Otto Kjær Hansen    | Morgenavisen Jyllands-Posten | For deres indsigtsartikler om edb-sikkerheden, der medførte nye regler, som hindrer edb-sløseri. |
| 1979 | Jørgen Flindt Pedersen og Erik Stephensen | Danmarks Radio               | Ved hjælp af omfattende baggrundsmateriale har de på en engageret måde præsenteret befolkningen for politiske og økonomiske problemer. |

### 1980'erne
| År   | Navn                                            | Medie                   | Begrundelse |
| ---- | ----------------------------------------------- | ----------------------- | --- |
| 1980 | Hanne Dam                                       | Dagbladet Information   | Har i de senere år opdyrket det kvindepolitiske stof og i en bred vifte af artikler skildret problemstillinger, der vedrører kvinderne. Det har givet hele kønsrolledebatten en ny dimension, der igen har indvirket på andre medier.                                                                       |
| 1981 | Jan Michaelsen og Henning Thøgersen             | Ekstra Bladet           | Med mere end 70 artikler alene i 1981 har de søgt at udrede trådene i den økonomisk meget indviklede Bonde Nielsen-sag. Mange journalister har gennem årene boret i denne sag, men næppe nogen så vedholdende og stædigt som disse to.                                                                      |
| 1982 | J. B. Holmgaard                                 | Politiken               | Med stor virtuositet har J.B. Holmgaard med sin søndags-rubrik "Sket i ugen" opdyrket denne genre i en stil, der har dannet skole i inden- og udenlandsk presse. |
| 1983 | Hanne Reintoft                                  | Danmarks Radio          | Såvel i sit engagement i Radioens Sociale Brevkasse som i sin indsats omkring etablering af den nye Mødrehjælp har hun levet op til Cavling-fundatsens bestemmelse om i særlig grad at udvise initiativ og talent i det forløbne år.                                                                        |
| 1984 | Steen Bådsgård og Jørgen Pedersen               | Danmarks Radio          | I veldokumenterede TV-uds. har de to afsløret danske skibsrederes våbentransporter til apartheid-styret i Sydafrika. Gennem journalistisk vedholdenhed er det lykkedes dem at samle afgørende bevismateriale, som politiet ikke har været i stand til at fremskaffe.                                        |
| 1985 | Allan Graubæk, Gunner Nielsen og Henrik Thomsen | Holbæk Amts Venstreblad | For deres arbejde med sagen omkring missil-uheldet på fregatten Peder Skram den 6. september 1982. Det er komiteens opfattelse, at deres stædige graven i sagen var hovedårsagen til nedsættelsen af den anden kommissionsdomstol, som ændrede tiltalen mod orlogskaptajn H.G. Olsen til det bagatelagtige. |
| 1986 | Alex Frank Larsen                               | Dagbladet Information   | For hans stædige og vedholdende journalistik omkring behandlingen af patienter, som har fået LSD i medicinsk sammenhæng. Det er komiteens opfattelse, at det førte til lovgivningen i 1986 om erstatning til LSD-ofre.                                                                                      |
| 1987 | -                                               | Månedsbladet Press      | Prisen tildeles for en radikal fornyelse af dansk magasinpresse. Den journalistiske standhaftighed, udholdenhed og grundighed, som bladet står for, savner sidestykke i dansk presse. |
| 1988 | Jens Jørgen Espersen                            | Ritzaus Bureau          | Har med sin skarpsindige journalistik fremdraget den indtil nov. 1987 upåagtede thorotrast-sag, som han med stor ihærdighed har afdækket i alle detaljer trods stor modstand fra implicerede myndigheder.                                                                                                   |
| 1989 | Anders-Peter Mathiasen og Jeppe Juhl            | Ekstra Bladet           | De to journalister har afdækket en lang række misforhold i Stadsarkitektens Direktorat under Københavns Kommune. En stor principiel sag, som i første omgang blev henlagt af politiet og de kommunale myndigheder.                                                                                          |

### 1990'erne
| År   | Navn                                                | Medie                        | Begrundelse |
| ---- | --------------------------------------------------- | ---------------------------- | --- |
| 1990 | Ulrik Haagerup, Erik Eisenberg og Martin Uhlenfeldt | Morgenavisen Jyllands-Posten | For afdækning af en række overbelåningssager i danske realkredit-institutter. |
| 1991 | Leif O. Dahl og Claus G. Theilgaard                 | Vendsyssel Tidende           | Skrev en række afslørende artikler om danske skibsværfters indbyrdes prisaftaler - den såkaldte "snydedok"-affære. |
| 1992 | Nils Ufer (posthumt)                                | Weekendavisen                | For hans dramatisering af forløbet i Tamilsagen. |
| 1993 | Mikkel Hertz                                        | Morgenavisen Jyllands-Posten | For hans dækning af de samfundsmæssige omvæltninger i Østeuropa og på Balkan. |
| 1994 | John Mynderup                                       | Dagbladet Børsen             | Afdækning af det betændte miljø og de store bedragerier omkring selskabstømning. |
| 1995 | Lars Rugaard, Erik Valeur og Christian Nordkap      | Danmarks Radio               | For dækning af begivenhederne på Nørrebro den 18. maj 1993 og dækningen af de stærkt kritiserede undersøgelser af forløbet. |
| 1996 | Henrik Grunnet og Michael Klint                     | TV2 Nordisk Film Broadcast   | For deres dokumentarudsendelser i TV2, "Den perfekte patient" og "Eksperimentet", der har afdækket hidtil ukendte og skandaløse forhold i det danske sundhedsvæsen.                                                                                              |
| 1997 | Poul Brink                                          | Danmarks Radio               | For hans vedholdende dækning af, hvordan den danske og grønlandske befolkning blev ført bag lyset vedrørende deponering af atomvåben på Thulebasen. |
| 1998 | Tonni Vinkel Sørensen                               | Bagsværd/Søborg Bladet       | For hans konsekvente brug af de klassiske journalistiske dyder: nysgerrighed, vedholdenhed og indignation i sin dækning af en større sag om seksuelt misbrug af børn. (Vadstrupgård-sagen)                                                                       |
| 1999 | Søren Funch, Jens Chr. Hansen og Erik Eisenberg     | Morgenavisen Jyllands-Posten | For deres afdækning gennem flere år af Den Danske Banks rolle i Hafnia-sagen, hvor Den Danske Bank kendte til Hafnia-koncernens alvorlige tilstand, men undlod at videregive denne viden til offentligheden, da den i 1992 stod bag salget af nye Hafnia-aktier. |

### 2000'erne
| År   | Navn                                                                   | Medie                                  | Begrundelse |
| ---- | ---------------------------------------------------------------------- | -------------------------------------- | --- |
| 2000 | Kim Dahl Nielsen og Kasper D. Borch                                    | Jydske Vestkysten                      | For afdækningen af 800 danske Golfkrigs-veteraners sygdomme og lidelser og for have påvist en mulig sammenhæng mellem disse sygdomme og de tilsvarende sygdomme hos deres børn, som blev undfanget efter fædrenes hjemkomst fra Golfkrigs-området. |
| 2001 | Poul Høi                                                               | Berlingske Tidende                     | For at skrive 'fremtidssikret avisjournalistik' i en tidsalder, hvor det skrevne ord er sat under hårdt pres. Hans reportager er velskrevne og vidtfavnende. |
| 2002 | Morten Pihl og Jakob Priess-Sørensen                                   | B.T.                                   | For gennemarbejdede, veldokumenterede og opsigtsvækkende artikler om de besynderlige forhold i den såkaldte mønsterkommune Farum - og ikke mindst deres afsløringer af borgmester Peter Brixtoftes forvaltning af kommunen og dens økonomi. |
| 2003 | Charlotte Aagaard, Jørgen Steen Nielsen og Bo Elkjær                   | Dagbladet Information og Ekstra Bladet | For deres gennemarbejdede, veldokumenterede og kritiske artikler om det demokratiske beslutningsgrundlag for Danmarks deltagelse i Irak-krigen. |
| 2004 | Miki Mistrati, Thomas Stokholm, Jeppe Facius og Anders-Peter Mathiasen | Bastard Film og Ekstra Bladet          | Prisen gives for deres grundige, vedholdende og væsentlige indslag i TV2 og artikler i Ekstra Bladet i den såkaldte Dan Lynge-sag. |
| 2005 | Christian Andersen og Michael Klint                                    | Danmarks Radio                         | Prisen gives for deres DR-dokumentar "Hævet over mistanke", sendt på DR1 9. november 2005 - en sjældent velfortalt tv-historie, som understreger vigtigheden af undersøgende og samfundsrelevant journalistik i en tid, hvor flygtige og let fordøjelige udsendelser præger en stor del af sendefladerne på dansk tv. |
| 2006 | Miriam Dalsgaard og Olav Hergel                                        | Politiken                              | Prisen gives for deres serie om flygtninge og især flygtningebørns forhold på asylcentre. |
| 2007 | Peter Øvig Knudsen                                                     |                                        | Prisen gives for Øvig Knudsens dokumentaristiske bøger om Blekingegadebanden med begrundelsen, at han med "klassisk, undersøgende journalistik, nøgtern skrivestil og gennemsigtigt kildemateriale giver en vigtig indsigt i en del af den danske venstrefløj i 1970'erne og 1980'erne." |
| 2008 | Morten Crone, Morten Frich, Erik Refner, Jesper Woldenhof              | Berlingske Tidende                     | For den dagsordensættende, flermediale, serie "Forbrydelsen" - hvor en konkret sag om politisvigt har ført til debat om og ændringer af den nye politireform. |
| 2009 | Jesper Tynell                                                          | Danmarks Radio, P1                     | Komiteen begrunder valget af prismodtageren med følgende ord: ”Journalist Jesper Tynell, DR, har i en række indslag i Orientering på P1 dokumenteret, hvordan daværende beskæftigelsesminister Claus Hjort Frederiksen og hans ministerium brød loven, bestilte misvisende tal, slettede belastende dokumenter og vildledte Folketinget. Jesper Tynell har påvist, at Claus Hjort Frederiksen: - I al hemmelighed og uden om Folketinget afskaffede kravene til udenlandske arbejdstageres sikkerhed i farlige job. - Ulovligt pålagde kommunerne at standse udbetalingen af kontanthjælp til mennesker, der ikke var omfattet af den såkaldte 300-timers-regel, som Folketinget har vedtaget. - For at bane vej for strukturreformen bestilte statistikker hos sine embedsmænd, der skulle vise, at kommunerne var bedre end arbejdsformidlingerne til at få ledige i arbejde. - Iværksatte forsøg med tvangsaktivering af sygemeldte uden først at spørge Folketinget. Trods indslagenes komplekse opbygning lykkes det Jesper Tynell i kraft af sin neutrale interviewteknik og sin stærke, faglige viden om rets- og socialpolitik at fastholde sine lyttere under afdækning af de politiske manipulationer”. |

### 2010'erne
| År   | Navn                                                                                  | Medie                 | Begrundelse |
| ---- | ------------------------------------------------------------------------------------- | --------------------- | --- |
| 2010 | Lars Nørgaard Pedersen, Asger Westh og Stine Larsen                                   | Jyllands-Posten       | For deres avis- og web-serie Hjem fra krigen om fysisk og psykisk skadede danske soldater. Serien afdækkede en stribe kritisable forhold for hjemvendte danske krigsveteraner. Cavling-komiteen motiverede prisen med tre gennemgående ord for projektet »ydmyghed, grundighed og ordentlighed« og fremhævede den balance, som Larsen, Nørgaard og Westh fandt i beskrivelsen af de sårede soldater. |
| 2011 | Ulrik Dahlin og Anton Geist                                                           | Dagbladet Information | For i over 100 artikler at beskrive, hvordan op mod 500 unge statsløse systematisk fik frataget deres ret til dansk statsborgerskab i strid med Danmarks internationale forpligtelser (Statsløse-sagen). Sagen førte blandt andet til, at integrationsminister Birthe Rønn Hornbech (V) måtte gå af i begyndelsen af marts 2011.                                                                     |
| 2012 | Asbjørn With                                                                          | Nordjyske Medier      | For i over 130 artikler at have kulegravet Rebild Kommunes svigt i sager om sexmisbrug, tvangsfjernelser og hjælp til handicappede. |
| 2013 | Jeppe Gaardboe, Frederik Brun Madsen, Søren Kristensen, Michael Klint og Steen Jensen | Danmarks Radio        | For dokumentarserien I Skattely, hvor finansielle rådgiveres vejledning om skattely bliver afsløret. |
| 2014 | Morten Pihl                                                                           | Jyllands-Posten       | For historierne om danske overlægers misbrug af forskningsmidler. |
| 2015 | Puk Damsgård                                                                          | DR                    | For for sine indsigtsfulde, modige og menneskelige reportager fra konfliktfyldte områder i Mellemøsten samt for bogen Ser du månen, Daniel. |
| 2016 | Chris Kjær Jessen, Michael Lund og Lars Nørgaard Pedersen                             | Berlingske            | Afsløringer af manipulation i forbindelse med regeringens landbrugspakke, kaldet gyllegate. |
| 2017 | Camilla Stockmann og Janus Køster-Rasmussen                                           | Politiken og DR       | For deres bog Bullshit – fortællingen om en familie om Danmarks første rockerkrig. |
| 2018 | Eva Jung, Simon Bendtsen og Michael Lund                                              | Berlingske            | For deres omfattende artikelserie om milliardhvidvask i Danske Banks filial i Estland. |
| 2019 | Tea Krogh Sørensen og Morten Pihl                                                     | Jyllands-Posten       | For artikelserien ”Det Store Sundhedssvigt", der afdækkede svigt i kræftbehandlingen på danske sygehuse. |

### 2020'erne
| År   | Navn                                                                | Medie         | Begrundelse |
| ---- | ------------------------------------------------------------------- | ------------- | --- |
| 2020 | Anders Legarth Schmidt                                              | Politiken     | For sine fortællinger fra børne- og ungdomspsykiatrisk center i Glostrup - Artikelserien Forbandet Ungdom |
| 2021 | Nagieb Khaja, Jeppe Findalen, Thomas Foght og Magnus Mio            | Ekstra Bladet | For artikelserien “Mettes Uønskede Børn” om regeringens dobbeltspil i sagen om de danske børn i Syrien. |
| 2022 | Frederik Hugo Ledegaard Thim                                        | DR Dokumentar | For podcasten Det levende bevis. Podcasten omhandler muligt justitsmord i forbindelse med somaliske forældres fra Fredericia, påståede omskæring af deres 2 døtre. Forældrene blev ved 3 retsinstanser dømt skyldige. |
| 2023 | Astrid Fischer, Laura Marie Sørensen og Jonas Deiborg               | DR            | For afdækning af kræftsagen på Aarhus Universitetshospital. |
| 2024 | Theis Ehler Molin, Helle Fuusager, Mathias Mencke og Kaare Sørensen | Zetland       | For dækning af Minksagen |